# 真亞口魚
真亞口魚（Catostomus catostomus）為輻鰭魚綱鯉形目亞口魚科的其中一種，為溫帶淡水魚，分布於北美洲加拿大、阿拉斯加、五大湖、美國東部及中部淡水流域及俄羅斯西伯利亞淡水流域。身體呈梭形且延長，口下位，唇厚呈吸盤狀，側線完整但不明顯，成魚體上部可能是紅棕色，深黃銅色綠色或黑色，下側較蒼白，腹側部分白色。幼魚通常為深灰色，帶有小黑點，育種雄性通常較黑，上面兩邊各有一條亮紅色的條紋，雌性則是綠金到銅，帶有不太亮的紅色條紋，繁殖期雄性在臀鰭和尾鰭的射線以及頭部也顯示出突出的結節，背鰭軟條9-11枚，臀鰭軟條7枚，脊椎骨45-47個，體長可達64公分，體重可達3.3公斤，壽命可達20年。主要棲息在水質清澈、水溫較低、礫石底質的溪流、湖泊，偶爾會出現在北極地區的鹹水處，以底棲性無脊椎動物為食，通常為其他魚類、鳥類及哺乳類的獵物，可作為食用魚。